# ギリースーツ

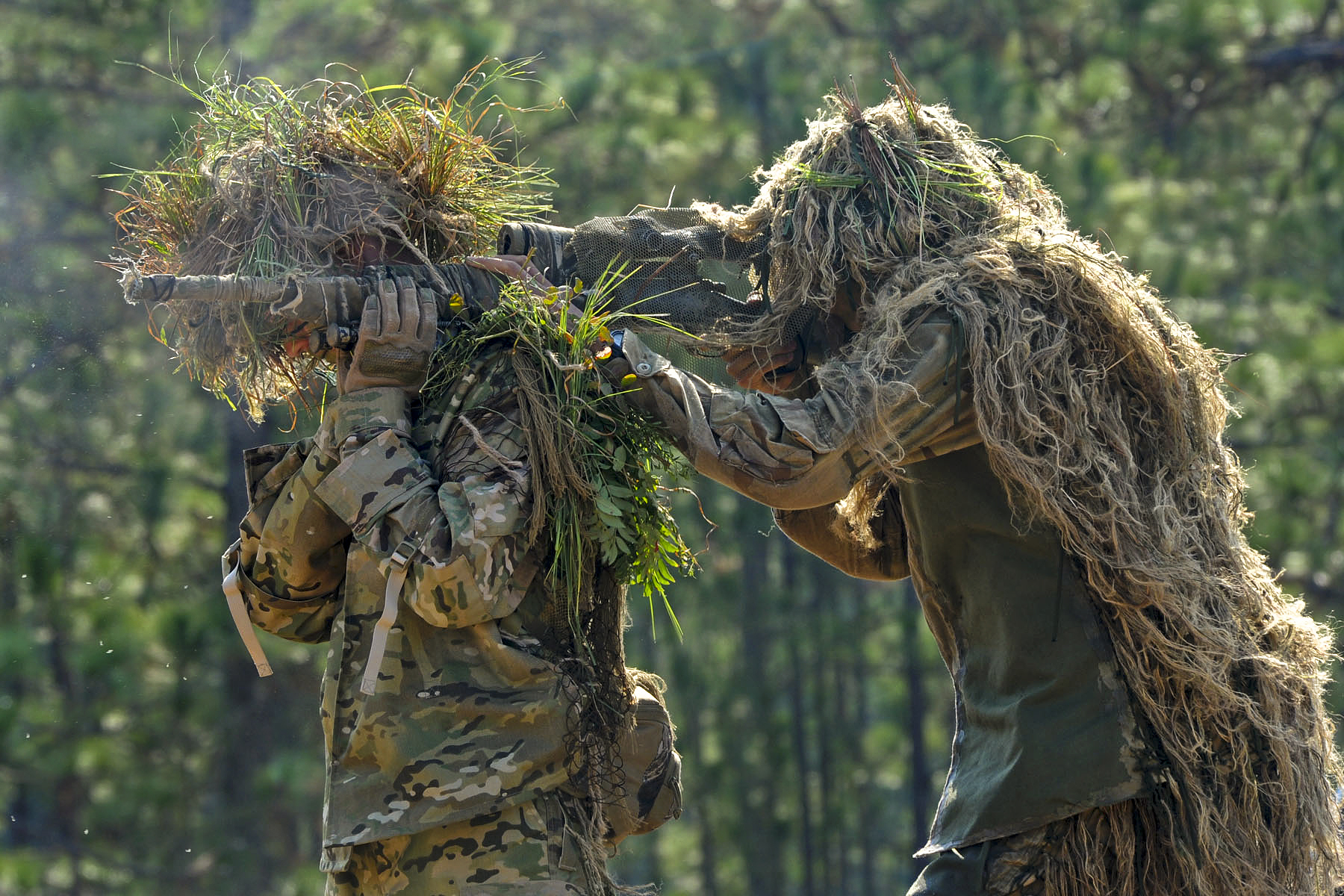
ギリースーツを着用している、アメリカ陸軍の狙撃手と観測手（2010年10月にフォート・ベニング基地で行われた第10回国際狙撃兵競技会における撮影）

ギリースーツ（英: Ghillie suit）は、主に狙撃手・ハンターが使用する迷彩服の一種である。

## 概要
ギリースーツは、狙撃手やハンターが山間部や草原においてカモフラージュのために着用するもので、短冊状の布や糸を多数縫いつけて垂らしたジャケットやベスト、もしくはメッシュ状のジャケットやベストに草木や小枝などを貼り付けたものを着ることにより、着用者を風景に溶け込ませて判別させにくくし、視覚的に発見されにくくする効果がある。
ギリースーツの名称は、18世紀頃からスコットランドに伝わる妖精である「ギリードゥ（Ghillie Dhu：暗い若者の意）」から来ており、伝承の中で白樺の林や茂みに住み、暗くするように木の葉や苔でできた服を着用していたという言い伝えから付けられた名称であるとされている（ちなみにGhillie or Gillieは、転じてスコットランドにおける狩猟や釣りのガイドという意味もある）。

## 実用

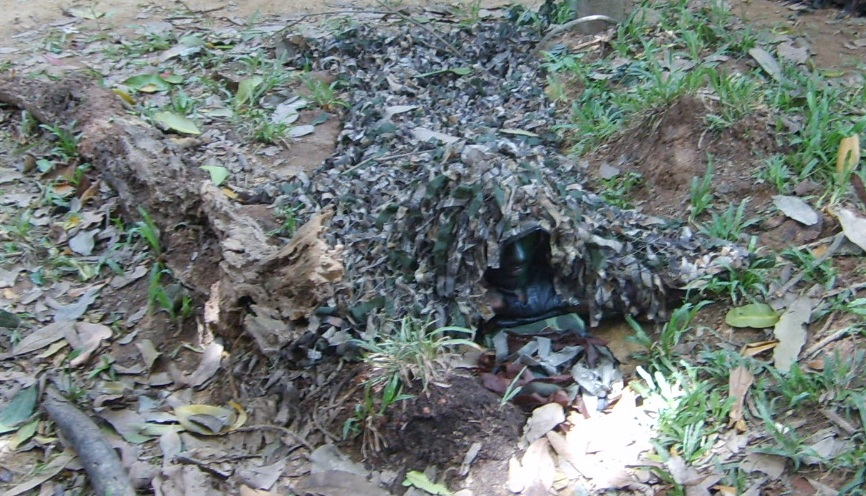
ギリースーツを着用したスリランカ軍の兵士（顔以外のシルエットが判別できない点に注目）

主にBDUや飛行服（フライトスーツ）、またはつなぎの服（ワンピース）を用いて作る例が多い。ハンター向けに市販されているものもあるが、軍隊では自作する場合が多い。全身を覆うものから、帽子や迷彩服に草を付けて顔や手にペイントをするだけの簡易的なものなど、用途により種類はさまざまである。
這って移動する状況に備える場合には、地面と擦れる体の前面や肘・膝に当て布を取り付けたり、ポケットや前合わせのボタンを面ファスナーに置き換えるといった対策も必要となる。さらに現地で葉や小枝、苔を貼り付けて臭いをつけるなどの工作を施す。
欠点として、熱がこもりやすいことや（基本的には使い捨てであるが）クリーニングが困難である点が存在する。加えて、耐火性の問題も指摘されていたが、近年になってアメリカ陸軍のSoldier System Center（SSC）が難燃・耐火性の繊維を用いたギリースーツを開発している。
当然ながら、草木の多い環境以外では偽装としての意味をなさないうえ、行動する環境の植生を十分に把握しそれに合わせた衣装を準備しなければ逆効果にもなりかねないため、着用する環境に適合したカモフラージュ効果が発揮されていることを充分に確認してから用いねばならない。たとえば、ギリースーツを着用したまま砂漠地帯や市街地で行動してもかえって目立つだけとなる。また、各種の偽装品は俊敏な動きを妨げるため、能動的に活動することには不適である。

## 歴史

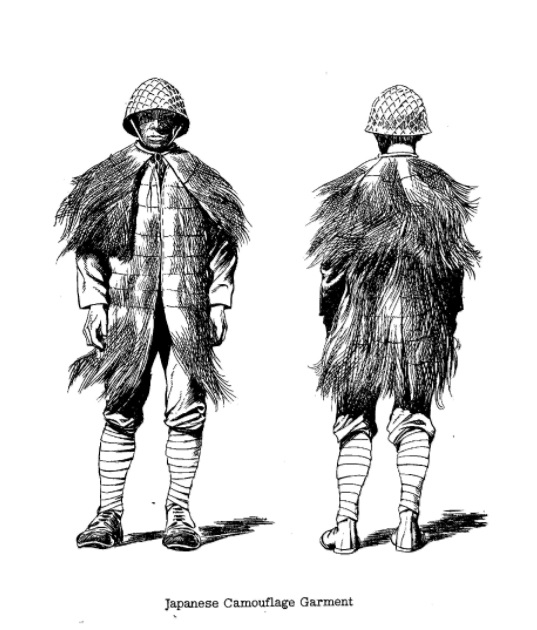
米軍のマニュアルに偽装用の被服として記載された蓑

ギリースーツに、潜伏する場所の植物を被せる陸上自衛官。より周囲に溶け込みやすいように、現地の植物を利用している。

ギリースーツはスコットランドの猟場管理人が開発したものとされており、その後の第二次ボーア戦争（1899年10月11日 - 1902年5月31日）でイギリス陸軍のロヴァット・スカウト（Lovat Scouts）率いるハイランド連隊の狙撃兵部隊で使用されたのが、実戦での最初の例であるとされている。
太平洋戦争の際、アメリカ軍は日本兵が着用していた蓑を「狙撃兵用偽装服」としてマニュアルに記載していた。これは、雨具である蓑が稲藁を用いて作られたその外観から、ギリースーツの一種と誤解されたことによるものである。
陸上自衛隊においても、対人狙撃銃の採用と同時期に隠密行動用戦闘装着セットとしてギリースーツを採用している。
近年では軍隊やハンターによる実用だけではなく、ミリタリーマニアによってサバイバルゲームでも用いられるケースが増えている。